# Indium-106
Indium-106 of 106In is een onstabiele radioactieve isotoop van indium, een hoofdgroepmetaal. De isotoop komt van nature niet op Aarde voor.
Indium-106 ontstaat onder meer bij het radioactief verval van tin-106.

## Radioactief verval
Indium-106 vervalt door β+-verval tot de stabiele isotoop cadmium-106:
{\displaystyle {\ce {{^{106}_{49}In}->{^{106}_{48}Cd}+{e^{+}}+{\nu }_{e}}}}
De halveringstijd bedraagt ongeveer 6,2 minuten.
96In · 97In · 98In · 98mIn · 99In · 99mIn · 100In · 101In · 101mIn · 102In · 103In · 103mIn · 104In · 104mIn · 105In · 105mIn · 106In · 106mIn · 107In · 107mIn · 108In · 108mIn · 109In · 109m1In · 109m2In · 110In · 110mIn · 111In · 111mIn · 112In · 112m1In · 112m2In · 112m3In · 113In · 113mIn · 114In · 114m1In · 114m2In · 114m3In · 115In · 115mIn · 116In · 116m1In · 116m2In · 117In · 117mIn · 118In · 118m1In · 118m2In · 119In · 119m1In · 119m2In · 120In · 120m1In · 120m2In · 121In · 121mIn · 122In · 122m1In · 122m2In · 123In · 123mIn · 124In · 124mIn · 125In · 125mIn · 126In · 126mIn · 127In · 127mIn · 128In · 128m1In · 128m2In · 129In · 129m1In · 129m2In · 130In · 130m1In · 130m2In · 131In · 131m1In · 131m2In · 132In · 133In · 133mIn · 134In · 135In · 136In · 137In